# Zaranoff
La Zaranoff è una vodka tedesca.

## Caratteristiche
Prodotta dall'azienda Rückforth GMBH di Rottenburg an der Laaber, viene distribuita principalmente dalla ALDI in Germania, Belgio e Danimarca. A causa del suo prezzo basso, è oggetto di consumo illegale da parte di giovanissimi, soprattutto in Svezia e Germania.